# Loi relative à la responsabilité et à l'assurance dans le domaine de la construction
Lire en ligne

Texte à jour sur Légifrance

La loi no 78-12 du 4 janvier 1978 relative à la responsabilité et à l’assurance dans le domaine de la construction, dite loi Spinetta du nom d'Adrien Spinetta, président de la commission interministérielle à l’origine de cette loi, est une loi française, source principale du droit positif en matière de responsabilité des constructeurs, de contrôle technique et d’assurance construction. 
Elle est entrée en vigueur le 1er janvier 1979.

## Prémices
Avant l'entrée en vigueur de la loi Spinetta, dès qu'un sinistre se produisait dans un ouvrage, les procédures permettant de déterminer les responsabilités étaient longues et fastidieuses. Le propriétaire du bien sinistré pouvait attendre longtemps une éventuelle réparation.

## Objectif
L'objectif premier de la loi était de faire préfinancer par l'assureur du propriétaire (dans des délais prédéfinis) la réparation des dommages subis.
La nouvelle police d'assurance (dite « assurance dommages ouvrage(s) ») doit stipuler que dès la survenance du sinistre, une expertise est réalisée pour déterminer les coûts de réparation et les responsabilités de chacun des « constructeurs » au sens du code civil (maître d'œuvre, entreprises, éventuellement contrôleur technique…) ; ainsi, le maître d'ouvrage échappe désormais aux discussions entre les assureurs de ces derniers concernant la prise en charge des différents dommages. 
Les responsables et, ou leurs assureurs reverseront les sommes dues par eux à l'assureur du propriétaire, pour le rembourser des indemnités dont il a avancé le règlement.

## Présomption de responsabilité
Les constructeurs sont soumis au principe de présomption de responsabilité, selon lequel une personne est présumée responsable d'un dommage causé par son fait ou par sa défaillance. Le constructeur doit, pour s'exonérer de sa responsabilité, démontrer que le sinistre est dû à la survenue d'un cas de force majeure (rarement retenu par les tribunaux), au fait fautif de la victime ou au fait d'un tiers.
« Tout constructeur d'un ouvrage est responsable de plein droit, envers le maître ou l'acquéreur de l'ouvrage, des dommages, même résultant d'un vice du sol, qui compromettent la solidité de l'ouvrage ou qui, l'affectant dans l'un de ses éléments constitutifs ou l'un de ses éléments d'équipement, le rendent impropre à sa destination.

Une telle responsabilité n'a point lieu si le constructeur prouve que les dommages proviennent d'une cause étrangère. »
— Article 1792 du Code civil
« Est réputé constructeur de l'ouvrage :
1. Tout architecte, entrepreneur, technicien ou autre personne liée au maître de l'ouvrage par un contrat de louage d'ouvrage ;
2. Toute personne qui vend, après achèvement, un ouvrage qu'elle a construit ou fait construire ;
3. Toute personne qui, bien qu'agissant en qualité de mandataire du propriétaire de l'ouvrage, accomplit une mission assimilable à celle d'un locateur d'ouvrage. »

— Article 1792-1 du Code civil